# Бічвуд (Нью-Джерсі)
Бічвуд (англ. Beachwood) — місто (англ. borough) в США, в окрузі Оушен штату Нью-Джерсі. Населення — 10 859 осіб (2020).

## Географія
Бічвуд розташований за координатами 39°55′42″ пн. ш. 74°12′8″ зх. д. / 39.92833° пн. ш. 74.20222° зх. д. (39.928405, -74.202189).  За даними Бюро перепису населення США в 2010 році місто мало площу 7,38 км², з яких 7,38 км² — суходіл та 0,00 км² — водойми.

## Демографія
Згідно з переписом 2010 року, у селищі мешкало 11 045 осіб у 3682 домогосподарствах у складі 2952 родин. Було 3826 помешкань
Расовий склад населення:
| - 92,8 % — білих - 1,8 % — чорних або афроамериканців - 1,5 % — азіатів - 0,1 % — корінних американців - 2,4 % — осіб інших рас |

До двох чи більше рас належало 1,4 %. Частка іспаномовних становила 8,1 % від усіх жителів.
За віковим діапазоном населення розподілялося таким чином: 25,5 % — особи молодші 18 років, 65,5 % — особи у віці 18—64 років, 9,0 % — особи у віці 65 років та старші. Медіана віку мешканця становила 37,0 року. На 100 осіб жіночої статі у селищі припадало 98,4 чоловіків;  на 100 жінок у віці від 18 років та старших — 94,9 чоловіків також старших 18 років.
Середній дохід на одне домашнє господарство  становив 85 872 долари США (медіана — 71 540), а середній дохід на одну сім'ю — 93 874 долари (медіана — 77 944). Медіана доходів становила 56 027 доларів для чоловіків та 42 608 доларів для жінок. За межею бідності перебувало 8,8 % осіб, у тому числі 14,2 % дітей у віці до 18 років та 3,9 % осіб у віці 65 років та старших.
Цивільне працевлаштоване населення становило 5716 осіб. Основні галузі зайнятості: освіта, охорона здоров'я та соціальна допомога — 30,4 %, роздрібна торгівля — 13,1 %, будівництво — 10,0 %, мистецтво, розваги та відпочинок — 8,6 %.